# Semion Dejniov
Semion Ivànovitx Dejniov (en rus Семён Ива́нович Дежнёв) (ca. 1605 - Moscou, finals de 1672) va ser un explorador rus de la Sibèria que el 1648 va liderar una expedició en què fou el primer europeu a navegar a través de l'estret de Bering, navegant des de la boca del riu Kolimà, a l'oceà Àrtic, fins al riu Anàdir, a l'oceà Pacífic. Es creu que en el recorregut va tocar terra, possiblement a les illes Diomedes. Aquesta travessia va permetre saber que Àsia no estava unida per terra amb Alaska.
L'expedició estava formada per set vaixells i tan sols el de Dejniov completà el recorregut. Durant anys es va creure que els altres vaixells havien arribat a la costa americana, on els seus homes havien fundat un assentament rus. Aquesta colònia va ser buscada per moltes expedicions russes llançades per la Companyia Russo-Americana des de 1818 i durant tota la dècada de 1820.
Les seves gestes van ser oblidades durant gairebé cent anys, sent Vitus Bering el que es va endur el reconeixement pel descobriment de l'estret que ara porta el seu nom.

## Biografia

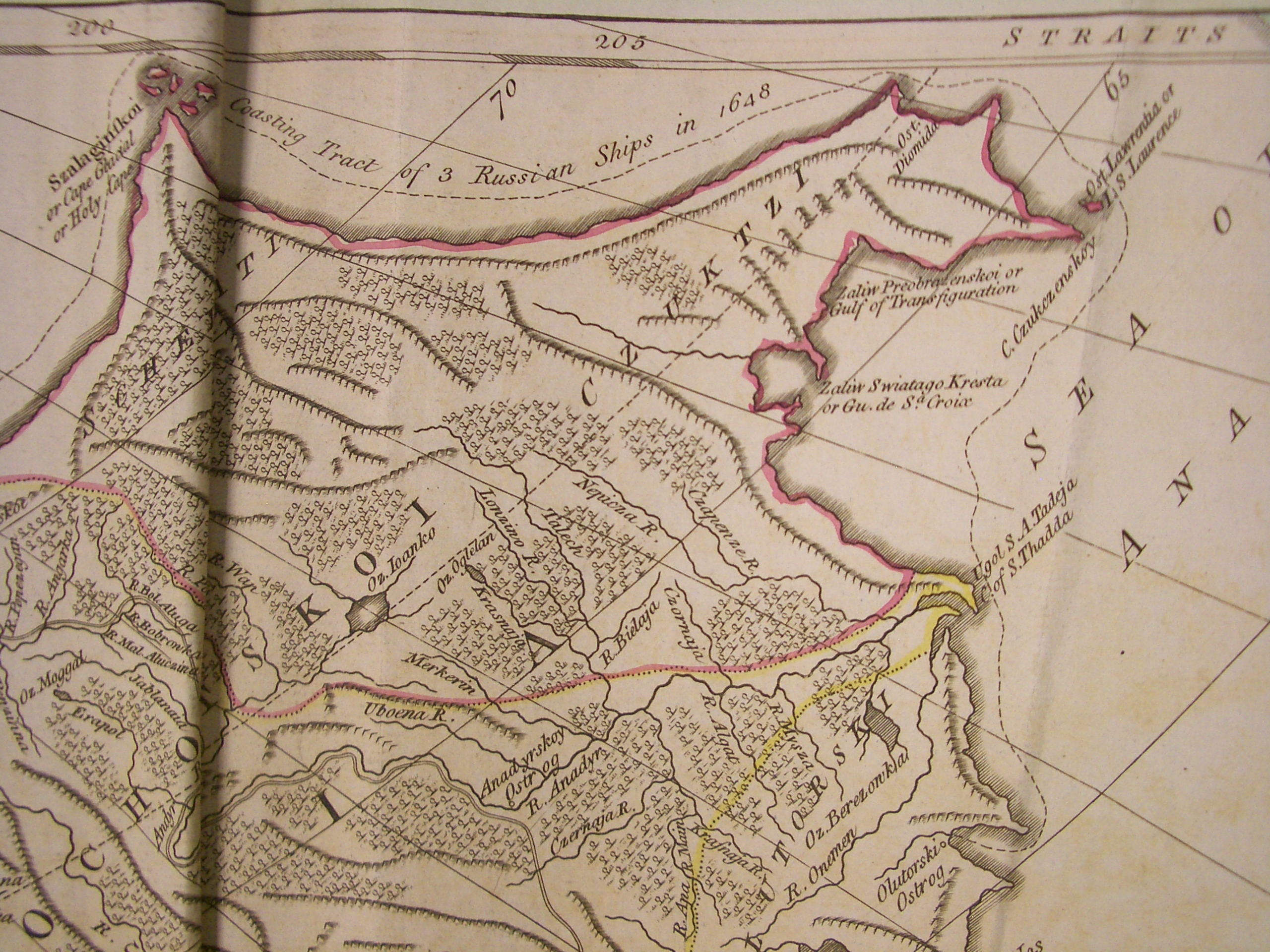
Un antic mapa (1773) de Txukotka, que mostra la ruta de l'expedició de Dejniov del 1648

### Primers anys
Semion Dejniov va néixer al voltant de 1605, a la regió dels Pomors, possiblement a Veliki Ústiug o el poble de Pínega, al nord de Rússia, en el si d'una família cosaca. Com molts dels seus compatriotes del nord, Dejniov fou reclutat per anar a Sibèria, com a home de servei o agent del governa, el 1630. Durant vuit anys va treballar a Tobolsk i Ieniseisk i vers el 1638 es va traslladar a Iakutsk, a la vora del riu Lena, on es va casar amb una dona iacut i va passar els següents tres anys recaptant els tributs dels nadius.

### Primeres expedicions a l'Àrtic
El 1641 es va traslladar al nord-est, fins a un recentment acabat de descobrir afluent del riu Indiguirka, on va servir a les ordres del també comerciant cosac Mikhaïl Stadukhin. Trobant poques pells, nadius hostils i escoltant notícies que parlaven d'un riu ric cap a l'est, ambdós, junt a Dmitri Zirian, van navegar aigües avall per l'Indiguirka, i després al llarg de la costa, fins a la desembocadura del riu Kolimà, que van remuntar i on va construir un ostrog el 1643. Aquesta zona passà a ser la frontera oriental de Rússia, i el Kolimà va demostrar ser una de les zones més riques de l'est de Sibèria. El 1647 396 homes havien pagat impostos i 404 homes més van rebre passaports per viatjar des de Iakutsk a Kolimà.
Des dels voltants de 1642 els russos van començar a sentir parlar d'un riu anomenat "Poguitxa" que es trobava a l'est, desembocava a l'Àrtic i era ric en pells de marta, plata i ullals de morsa. Un intent d'arribar-hi el 1646 va fracassar. El 1647 Fedot Popov, un agent d'un comerciant de Moscou, va organitzar una expedició i va portar Dejniov perquè era funcionari del govern. L'expedició va arribar al mar, però no van poder resseguir tota la península de Txukotka, i va haver de fer mitja volta per culpa del gruix de la banquisa.

### Expedició de 1648
El 1648 ho van tornar a intentar. Fedot Popov, acompanyat per A. Andrèiev i B. Astàfiev, representants de la casa comercial Gusèlnikov, amb els seus propis vaixells i homes, mentre Popov proporcionà cinc vaixells, i la majoria d'homes. També Gueràsim Ankudínov, amb el seu propi vaixell i 30 homes, es va unir a l'expedició. Dejniov reclutà als seus propis homes, uns 18 o 19, per a la recollida de pells per benefici propi, com era costum en l'època. En total es formà una expedició integrada per entre 89 i 121 homes, que viatjaven en set kotxs. Almenys una dona, l'esposa de Popov, anava amb el grup.

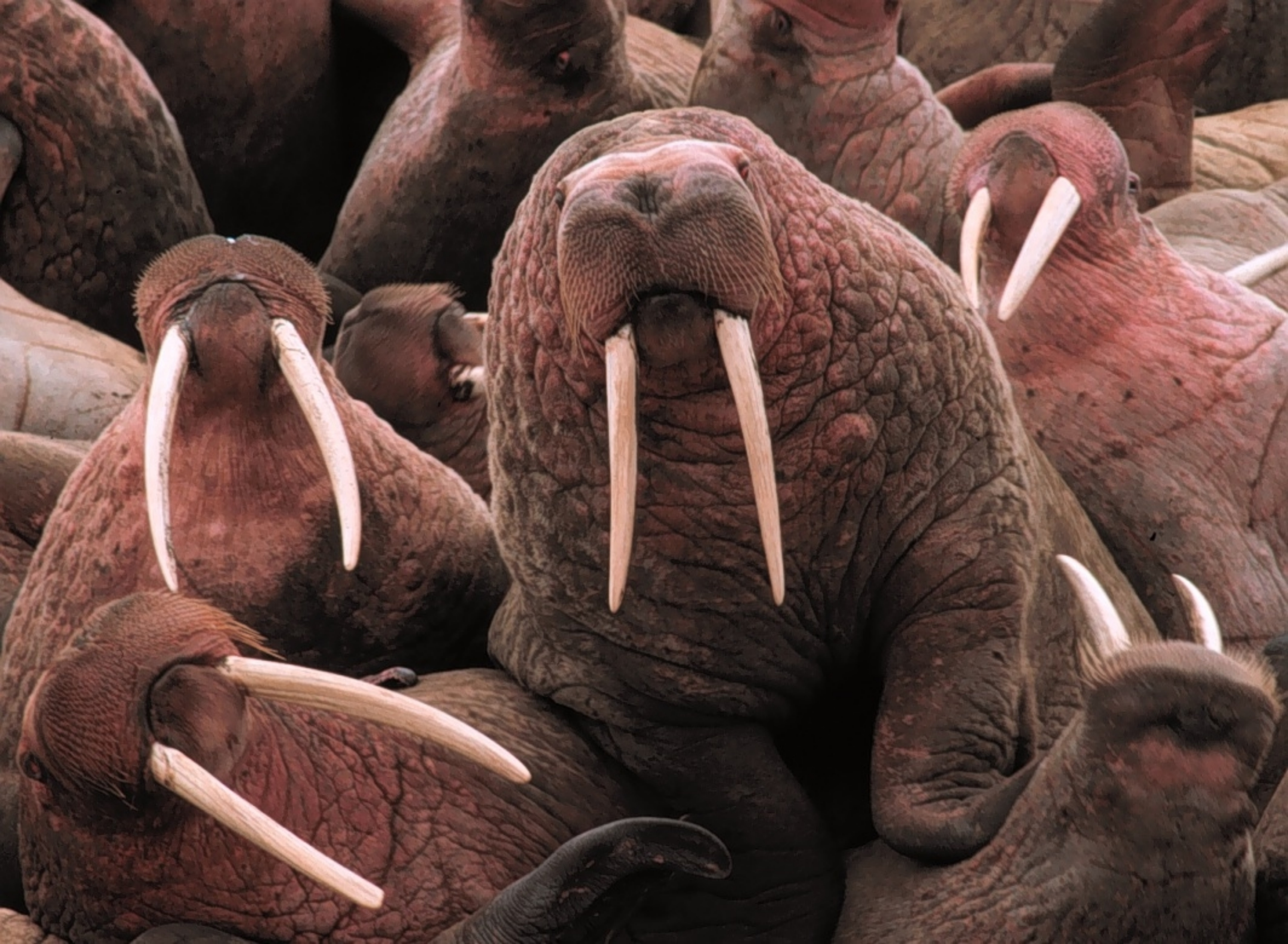
Morses

L'expedició partí el 20 de juny 1648 (segons el calendari antic, 30 de juny segons el nou), probablement des de Srednekolimsk, navegant riu avall cap a l'Àrtic. L'any següent es va saber per alguns captius que dos dels kotxs havien naufragat i els seus supervivents havien estat assassinats pels nadius. Dos kotxs més es van perdre sense que se sàpiga com. Poc abans del 20 de setembre (calendari antic) van superar un gran promontori rocallós. En aquest indret el kotx d'Ankudínov va ser destruït i els supervivents foren traslladats als dos kotxs restants. A principis d'octubre els va afectar una forta tempesta, fent desaparèixer el kotx de Popov. El 1653/4, Dejniov va capturar la dona de Popov, que l'havia acompanyat en l'expedició i va saber que Popov havia mort d'escorbut, mentre alguns dels seus companys foren assassinats pels koriaks i d'altres van fugir en petits bots cap a una destinació desconeguda. El kotx de Dejniov va ser impulsat per la tempesta, enfonsant-se finalment en algun indret al sud de la desembocadura del riu Anàdir. Els altres 25 homes van vagar per un país desconegut durant 10 setmanes fins que van arribar a la desembocadura de l'Anàdir. Dotze homes van remuntar l'Anàdir, caminant durant 20 dies i en no trobar res es va fer enrere. Sols tres dels homes, els més forts, van tornar amb Dejniov i de la resta mai més se'n va saber res. Durant la primavera o començaments d'estiu de 1649 els 12 homes supervivents van construir vaixells de fusta a partir de trossos de fusta per intentar remuntar l'Anàdir. Probablement estaven tractant de sortir de la tundra boscosa en els països de sabres i llenya. Unes 320 milles riu amunt van construir una zimóvie (cabana d'hivern), en algun indret proper a Anàdirsk, sotmetent els locals anaüls a pagar un tribut.
El 1649 els russos establerts a la conca del Kolimà remuntaren el riu Aniúi, un afluent del Kolimà, i van veure que podien viatjar des de la seva capçalera fins a la conca del Poguitxa-Anàdir. El 1650, Stadukhin i Semion Motora seguint aquesta ruta es van topar amb el campament de Dejniov. La ruta terrestre era clarament més llarga a la via marítima que havia seguit Dejniov i per això mai va ser emprada. Dejniov va passar els següents anys explorant la zona i recaptant els tributs dels nadius. Més cosacs van arribar a la regió del Kolimà, Motora fou assassinat i Stadukhin va marxar cap al sud per trobar el riu Pènjina. Dejniov va trobar una colònia de morses a la desembocadura de l'Anàdir i finalment va acumular de més de 2 tones de marfil de morsa, molt més valuós que les pells que es trobaven a Anàdirsk.

### Darrers anys
El 1659 Dejniov transferí la seva autoritat a Kurbat Ivànov, el descobridor del llac Baikal. El 1662 era a Iakutsk. El 1664 va arribar a Moscou a càrrec d'una remesa de tributs. Més tard va servir als rius Oleniok i el Viliúi. A primers de 1670, el príncep Boriatinski (governador de Iakutsk) confià a Dejniov una missió a Moscou, on havia d'entregar 47.164 rubles i documents oficials. Trigà quasi un any i mig en finalitzar amb èxit el viatge. Quan acabà tenia més de 65 anys, i una greu malaltia li provocà la mort a Moscou a finals de 1672.

## Un descobriment i el seu redescobriment

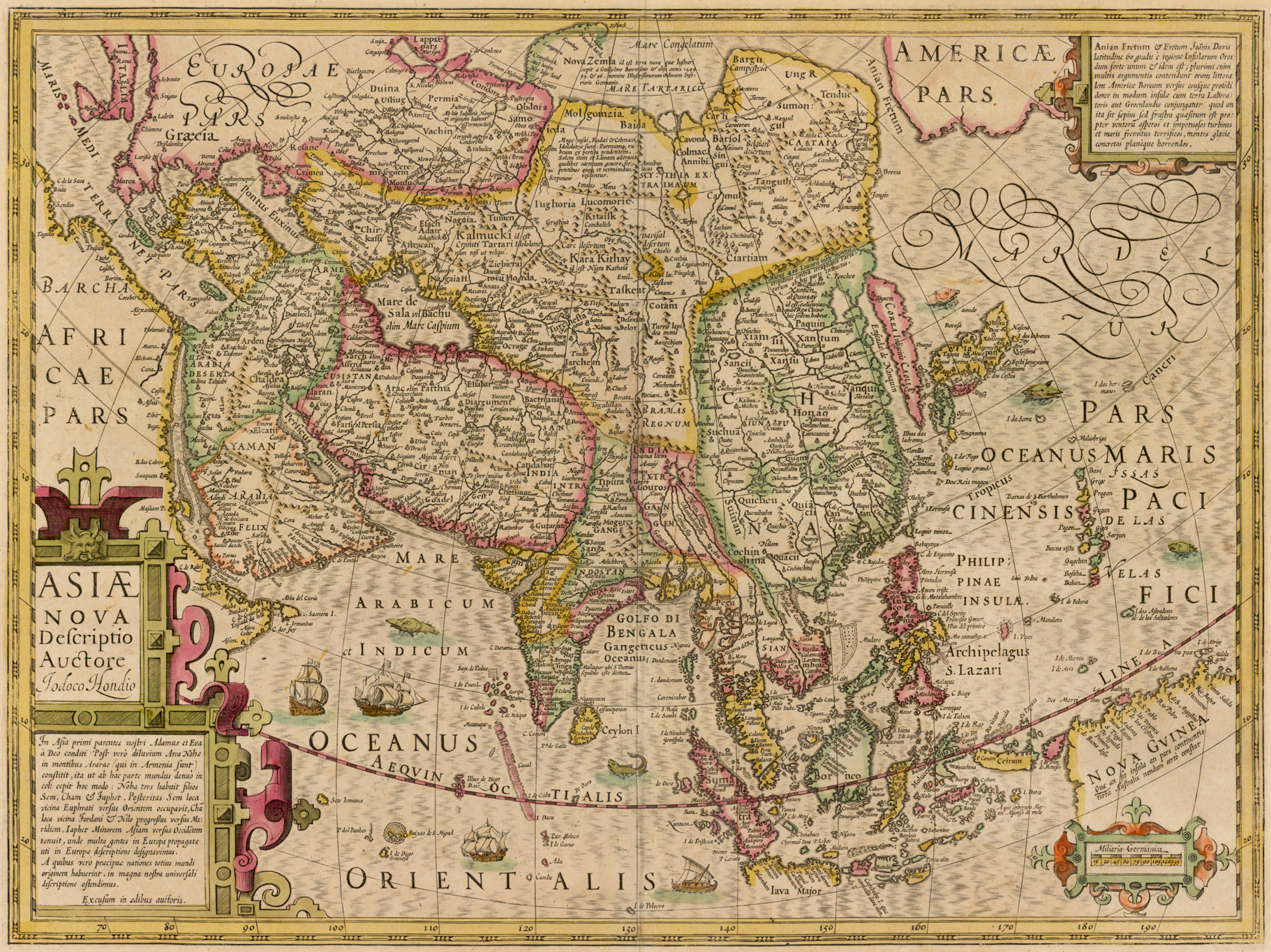
Un mapa de 1610 de Jodocus Hondius mostrant l'estret d'Anian (Anián Fretum) en la ubicació aproximada de l'estret de Bering

Des de com a mínim el 1575 els geògrafs europeus havien sentit a parlar de l'estret d'Anian que connectava el Pacífic i l'Atlàntic. Alguns el situaven a l'estret de Bering (mapa de la dreta), mentre d'altres el situaven entre el golf de Califòrnia i a la badia de Baffin. La font d'aquesta història és desconeguda i no és segur que els russos a Sibèria l'haguessin sentit. El primer mapa occidental en mostrar l'estret d'Anian entre Àsia i Amèrica del Nord fou probablement el de Giacomo Gastaldi de 1562. Molts cartògrafs van continuar representant aquest mític estret fins als temps de Bering.

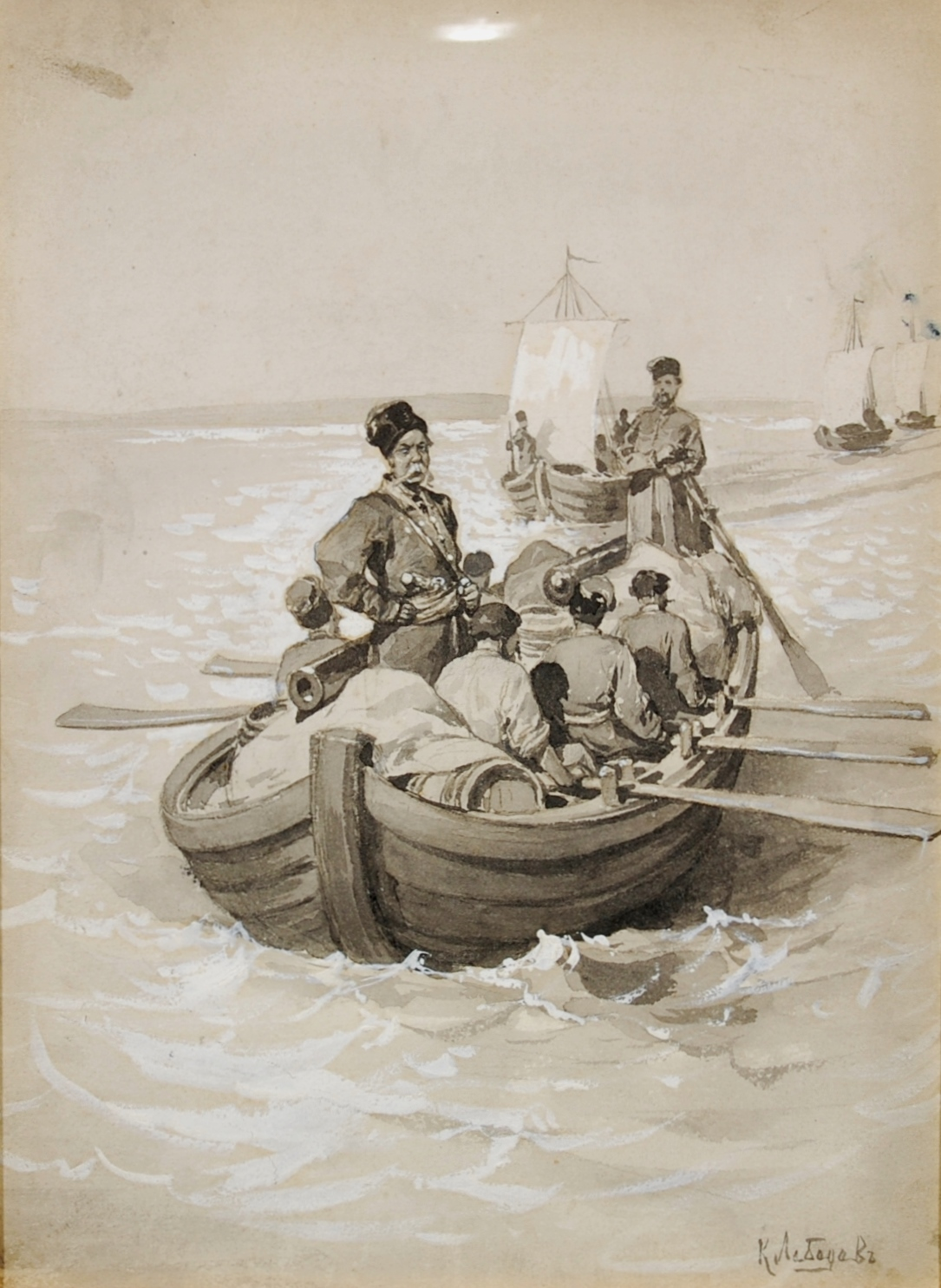
L'expedició de Semion Dejniov, de Klavdi Lèbedev

Dejniov era analfabet o semianalfabet, i probablement no comprengué la importància del que havia fet. Per descomptat, no fou conscient que havia navegat entre Rússia i Alaska, demostrant que no hi havia cap pont terrestre que unís els dos continents, ni comparà els seus coneixements amb els que tenien els geògrafs. Enlloc va dir haver descobert l'extrem oriental d'Àsia, sinó simplement que havia envoltat un gran cap rocallós de camí cap a l'Anàdir.
Dejniov va deixar informes a Iakutsk i Moscou, però aquests van ser ignorats, probablement pel fet que la seva ruta marítima no tenia cap utilitat pràctica. Durant els següents 75 anys versions confuses de la seva història van circular per Sibèria. Els primers mapes siberians són molt distorsionats, però la majoria mostren una connexió entre l'Àrtic i el Pacífic. Alguns tenen indicis de Dejniov. Viatgers holandesos van sentir parlar d'un cap gelat a l'extrem oriental d'Àsia. Bering havia escoltat una història sobre alguns russos que havien salpat de Lena fins a arribar a Kamtxatka. El 1728 Vitus Bering va entrar a l'estret de Bering i, en informar d'aquest fet a Europa va ser reconegut com el descobridor. El 1736 Gerhard Friedrich Müller va trobar els informes de Dejniov als arxius de Iakutsk i parts de la història van començar a filtrar-se de nou cap a Europa. El 1758 va publicar Nachricten von Seereisen..., que va fer que la història de Dejniov fos coneguda pel gran públic. El 1890 Oglobin va trobar més documents als arxius. A la dècada de 1950 alguns dels originals que havia copiat Müller van ser redescoberts als arxius de Iakutsk.

## Dubtes sobre la ruta real de Dejniov
Almenys des de 1777 diverses persones han dubtat de la història de Dejniov. Les raons són les següents: 
1. La documentació és escassa.
2. Ningú va ser capaç de repetir la ruta de Dejniov fins que Adolf Erik Nordenskiöld ho va aconseguir entre 1878 i 1879. Fins aquell moment hi havia hagut vuit intents fallits entre 1649 i 1787, tot i que es creu que el 1648 va ser un any amb molt poc gel.
3. El fet que els documents de Dejniov donen a entendre que va superar un sol cap a la costa àrtica, va naufragar en aquella costa i va vagar durant 10 setmanes al sud de l'Anàdir.

Amb tot, la majoria dels estudiosos semblen estar d'acord que la història de Dejniov que ha arribat fins als nostres dies és bàsicament correcte.

## Remembrança
Una serralada a la península de Txukotka, una badia del mar de Bering, un assentament al riu Amur i, sobretot, el cap Dejniov, el punt més oriental d'Euràsia, que va rebre aquest nom el 1898, després d'una petició de la Societat Geogràfica Russa, porten el nom en record seu.